# Kontrakthaus
Das Kontrakthaus (ukrainisch Контрактовий будинок/Kontraktowyj budynok) ist ein in den Jahren von 1815 bis 1817 errichtetes, klassizistisches Gebäude im Norden des Kontraktowa-Platz im Stadtteil Podil der ukrainischen Hauptstadt Kiew.

## Geschichte
Das Gebäude wurde, nach dem der Vorgängerbau beim Podiler Großbrand von 1811 vernichtet wurde, von den Architekten Andrei Iwanowitsch Melenski und William Hastie in den Jahren 1815–1817 errichtet. Das Portal mit seinen Toskanischen Säulen, die einen Dreiecksgiebel tragen, ist eines der besten Beispiele des Klassizismus.

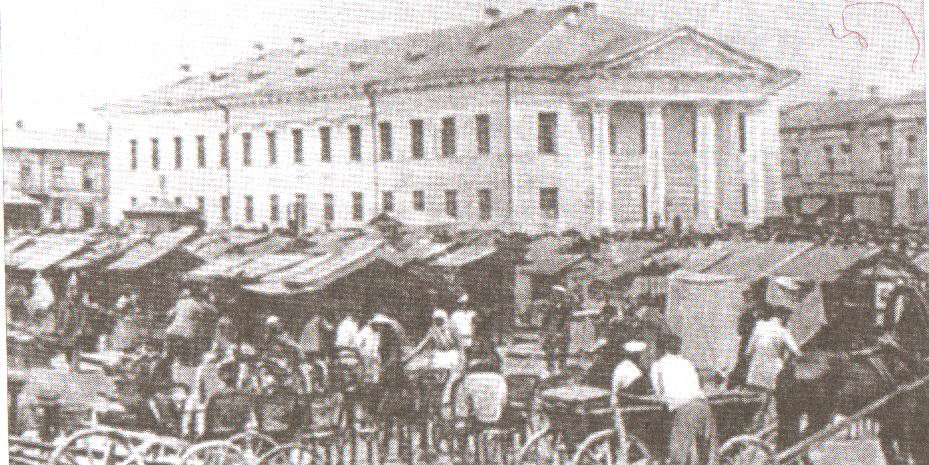
Messe im 19. Jahrhundert vor dem Kontrakthaus